# Binzwangen (Ertingen)
Binzwangen ist eine Ortschaft der Gemeinde Ertingen im westlichen Landkreis Biberach in Baden-Württemberg. Das Dorf wurde 1975 nach Ertingen eingemeindet. In Binzwangen leben 893 Einwohner (Ende 2024).

## Lage

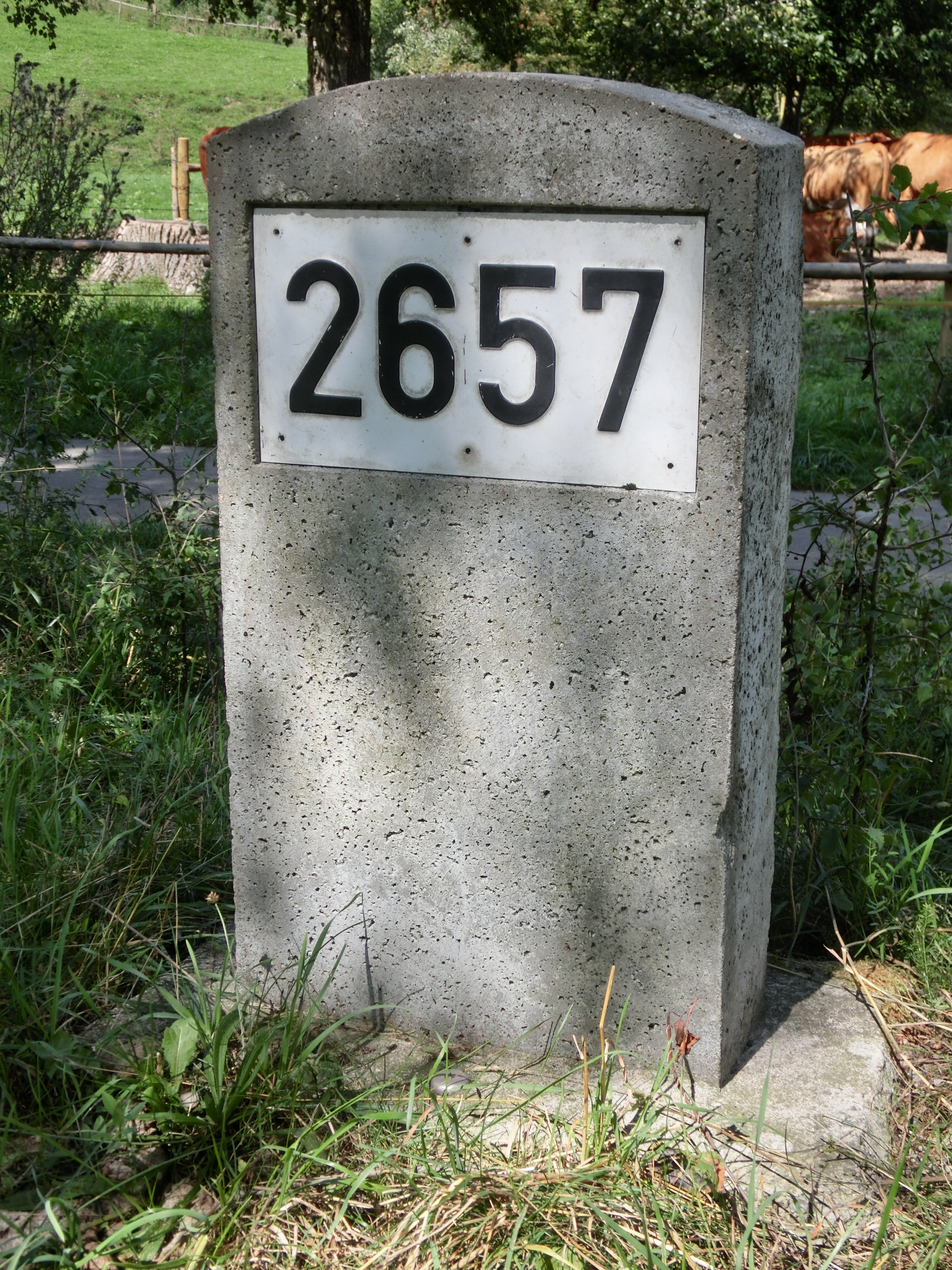
Kilometerstein „2657“ an der Donau

Binzwangen liegt südlich der Alb direkt an der oberschwäbischen Donau zwischen Riedlingen und Mengen, etwa vier Kilometer westlich des Gemeindehauptortes Ertingen.
Der Ortskern und der größte Teil der Wohnbebauung liegen am linken Donauufer am Abhang des Donautales sowie an dessen Fuß. Auf der rechten Uferseite, im Donauried, befinden sich das Gewerbegebiet und das Sportgelände.

## Geschichte

### Vor- und Frühgeschichte
Die ältesten Siedlungsspuren auf dem Gebiet von Binzwangen stammen von Kelten, die auf der südlich des Ortes Richtung Hundersingen gelegenen Heuneburg siedelten. Um die Zeitenwende drangen die Römer in die Gegend vor, die um das Jahr 260 von den Alemannen vertrieben wurden.
Der Ort selbst wird 805 erstmals erwähnt, als er von den Fürsten Chadeloh und Wago an das Kloster St. Gallen verschenkt wurde. Wie lange St. Gallen Einfluss auf Binzwangen hatte, ist unklar.
Die Burg Binzwangen der Herren von Binzwangen wurde zum ersten Mal im Jahr 1241 erwähnt.

### Mittelalter und Neuzeit
Im 13. Jahrhundert war Binzwangen zwischen den Grafen von Justingen und denen von Grüningen-Landau aufgeteilt. Diese hatten ihren Sitz auf der Burg Landau beim heutigen Landauhof nördlich von Binzwangen.
Anselm von Justingen verkaufte 1275 seinen Teil an das Kloster Heiligkreuztal. 1282 und 1289 verkauften auch Walter von Ingstetten und Conrad von Thalheim mit Bewilligung ihrer Lehensherrn, derer von Grüningen, ihre Lehen an Heiligkreuztal. Die Pfarrei wurde 1382 unter Beihilfe Heinrichs III. von Brandis, des damaligen Bischofs von Konstanz, dem Kloster Heiligkreuztal inkorporiert.
1437 verkauften die Grafen von Grüningen-Landau ihre Besitzungen in Binzwangen mitsamt der Burg Landau an die Truchsessen von Waldburg, die 1443 ebenfalls an Heiligkreuztal verkauften. Zusammen mit diesem gehörte Binzwangen zu Österreichisch-Schwaben und ab 1753 zum vorderösterreichischen Oberamt Nellenburg.

### Von der Säkularisation bis zum Zweiten Weltkrieg
1803 kam Binzwangen durch die Säkularisation an Württemberg. Es bildete die Gemeinde „Binswangen mit Landauhof“ (siehe Burg Landau) im Oberamt Riedlingen des württembergischen Donaukreises.
1854 wurde die neue Pfarrkirche erbaut, die alte war wegen Einsturzgefahr 1852 abgerissen worden. Dem Bau war ein Rechtsstreit mit dem Königreich Württemberg um die Übernahme der Kosten vorausgegangen.
1930 wurde die erste Betonbrücke über die Donau gebaut. Zuvor gab es lediglich eine Holzbrücke.
Als 1938 das Oberamt Riedlingen aufgelöst wurde, kam Binzwangen zum Landkreis Saulgau.
In der Nacht zum 23. April 1945, in der Endphase des Zweiten Weltkriegs, wurde die Donaubrücke gesprengt und vollständig zerstört (der Vorgang richtete auch Schäden an zahlreichen Gebäuden im Unterdorf an). 1951 wurde eine neue Brücke errichtet.

### Nachkriegszeit bis heute
1963 wurde ein neues Schulgebäude erstellt, doch von 1970 bis 1975 wurden nach und nach alle Klassen nach Ertingen verlegt. Heute beherbergt das Gebäude die Ortsverwaltung und den Kindergarten, außerdem stellt es Vereinen Räume zur Verfügung.
Im Zuge der Gebietsreform kam Binzwangen nach Auflösung des Kreises Saulgau am 1. Januar 1973 zum Landkreis Biberach und am 1. Januar 1975 wurde es schließlich nach Ertingen eingemeindet.
1989 wurde die Mehrzweckhalle fertiggestellt, die nach einer baulichen Erweiterung den Namen Binsenberghalle erhielt.
Am 14. Juni 1990 wurde die heutige Donaubrücke eingeweiht. Die 1951 errichtete, inzwischen baufällig gewordene Brücke war im Vormonat gesprengt worden.

## Sehenswürdigkeiten
- Pfarrkirche St. Lambertus, erbaut 1854–1856 von Pfeilsticker aus Ravensburg im Stil der Neugotik; eine Prozessionsfahne aus dem 18. Jahrhundert zeigt die Vorgängerkirche
- Pfarrhaus, erbaut 1767 als Sommerresidenz der Äbtissin von Kloster Heiligkreuztal
- Zahlreiche keltische Siedlungsspuren in der Umgebung aus dem Umfeld der Heuneburg
- Binzwangen liegt am Donauradweg und am östlichen Rand des Naturparks Obere Donau

## Vereine
- Musikverein Binzwangen, gegründet 1876
- Sportverein Binzwangen, gegründet 1954 als Nachfolger des FC Binzwangen (1946–1951) und des FC Schwarz-Gelb (gegründet 1930)
- Gesangverein Frohsinn, gegründet 1924
- KLJB Binzwangen, gegründet 1966
- Narrenzunft Gai-Hexen, gegründet 1989
- Reitergruppe Binzwangen-Waldhausen, gegründet 1958
- Kriegerkameradschaft, gegründet 1874

## Persönlichkeiten
- Richard Vogel (* 1997), Springreiter